# Òmnibus de la Generalitat de Catalunya
L'Òmnibus (no confondre amb llei òmnibus) és un estudi periòdic que permet als departaments, als organismes i als ens que depenen de la Generalitat de Catalunya realitzar preguntes sobre temes de gestió relacionats amb la seva acció de Govern. L'estudi depèn del Departament de la Presidència de la Generalitat, i el realitza el CEO. La mostra és de 1200 persones, i entre els temes tractats s'hi troben la seguretat i la justícia, la gestió del territori i la salut, entre d'altres. El cost que suposa la realització de l'estudi i la seva publicació ronda els 30.000 euros (IVA no inclòs), que poden variar en funció de la quantitat pressupostada cada any.
El fet que l'enquesta tracti temes d'opinió pública, i que siguin publicats al web de la Generalitat, fa que se'n puguin extreure conclusions sobre la situació político-social del país, i que alguns mitjans se'n facin ressò. Es fa servir, a més, com a font d'informació de cara a estudis que en necessitin alguns resultats, com en el cas dels estudis sobre la llengua. Dit això, el fet que l'enquesta tingui una mostra de menys de dos milers de persones fa que els resultats relacionats amb opinions polítiques puguin no tenir prou rellevància com per a fer interpretacions del panorama actual.

## Característiques tècniques
Per a la realització d'aquesta enquesta es duen a terme 1.200 entrevistes presencials en l'àmbit geogràfic de Catalunya, adreçada a població de 18 anys i més resident a Catalunya. L'afixació és proporcional.
El procediment de mostreig és estratificat per província i dimensió del municipi, amb selecció de les unitats primàries de mostreig (municipis) de forma proporcional i de les unitats últimes (individus) mitjançant quotes encreuades de lloc de naixement, sexe i edat. Actualment es fa servir com a base per al càlcul de quotes el Padró continu de població de l'any 2015.
El marge d'error per al conjunt de la mostra és de ±2,83 punts percentuals, per a un nivell de confiança del 95% (2 sigmes) i sota el supòsit de màxima indeterminació (p=q=50%).

## Temes
L'estructura de les entrevistes realitzades està dividida en 7 parts principals. Les preguntes varien cada any, atès que l'estudi té com a objectiu conèixer l'opinió dels ciutadans sobre les polítiques portades a terme, i els governs (i per tant les seves accions) canvien.
En primer lloc, es duen a terme preguntes sobre acció territorial al país. En aquest apartat, els enquestats responen preguntes sobre, principalment, l'acció exterior que ha de tenir la Generalitat i la seva opinió al respecte. Per exemple, es pregunta si és pertinent que el Govern obri delegacions a l'exterior.
En segon lloc, en l'apartat sobre economia i consum es pregunta als enquestats sobre pensions, salaris i habitatge. Es fan preguntes sobre quins es creuen que són els sectors estratègics a Catalunya, i sobre com ha de ser la gestió de les prestacions econòmiques de la Generalitat.
El següent apartat és el de treball i ocupació, i és on els entrevistats donen la seva opinió sobre temes relacionats amb els horaris laborals i la conciliació, la formació continua i els salaris.
Els enquestats opinen sobre les competències de la Generalitat en seguretat i justícia en el següent apartat. Es fan preguntes sobre els patrons que han de seguir les forces de seguretat a l'hora de vigilar zones urbanes i sobre l'accés a locals nocturns a majors de 16 anys en comptes de 18, entre d'altres.
L'apartat de societat és el més extens del qüestionari. Es pregunta als ciutadans sobre el seu coneixement de diversos programes d'ajuts socials, sobre l'estat del treball entre els diferents grups d'edat i sobre el rol que han de tenir els diputats del Parlament a l'hora de seguir els mandats populars.
A continuació, es realitzen preguntes sobre medi ambient, on els entrevistats han de respondre sobre els seus hàbits de reciclatge, el consum d'aigua i altres temes relacionats amb la contaminació i l'escalfament global en el seu entorn.
El penúltim apartat tracta el tema de la salut, on es recullen dades relacionades amb el nivell de satisfacció amb els serveis d'atenció primària, l'estat de salut de la població i les llistes d'espera. Es parla també sobre el consum de drogues, i de com creu la gent que caldria gestionar-ne els efectes.
L'apartat final fa preguntes sociodemogràfiques, i té la intenció de dibuixar un perfil de l'enquestat. Es pregunta sobre les preferències polítiques, l'estat laboral (i la indústria on es treballa, si s'escau), la formació de cadascú i el seu salari actual, entre d'altres.